# خیار دریایی خاردار سیاه
خیار دریایی خاردار سیاه (نام علمی: Stichopus chloronotus) نام یک گونه از تیره خیارهای دریایی ماسه‌نشین است.

## نگارخانه

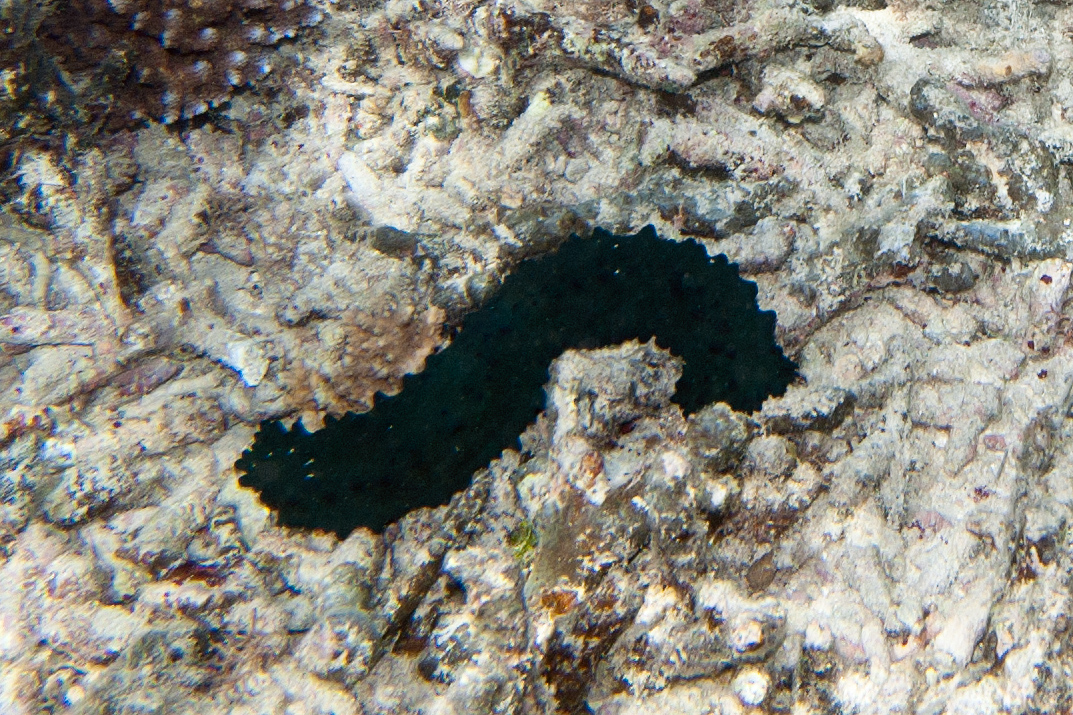
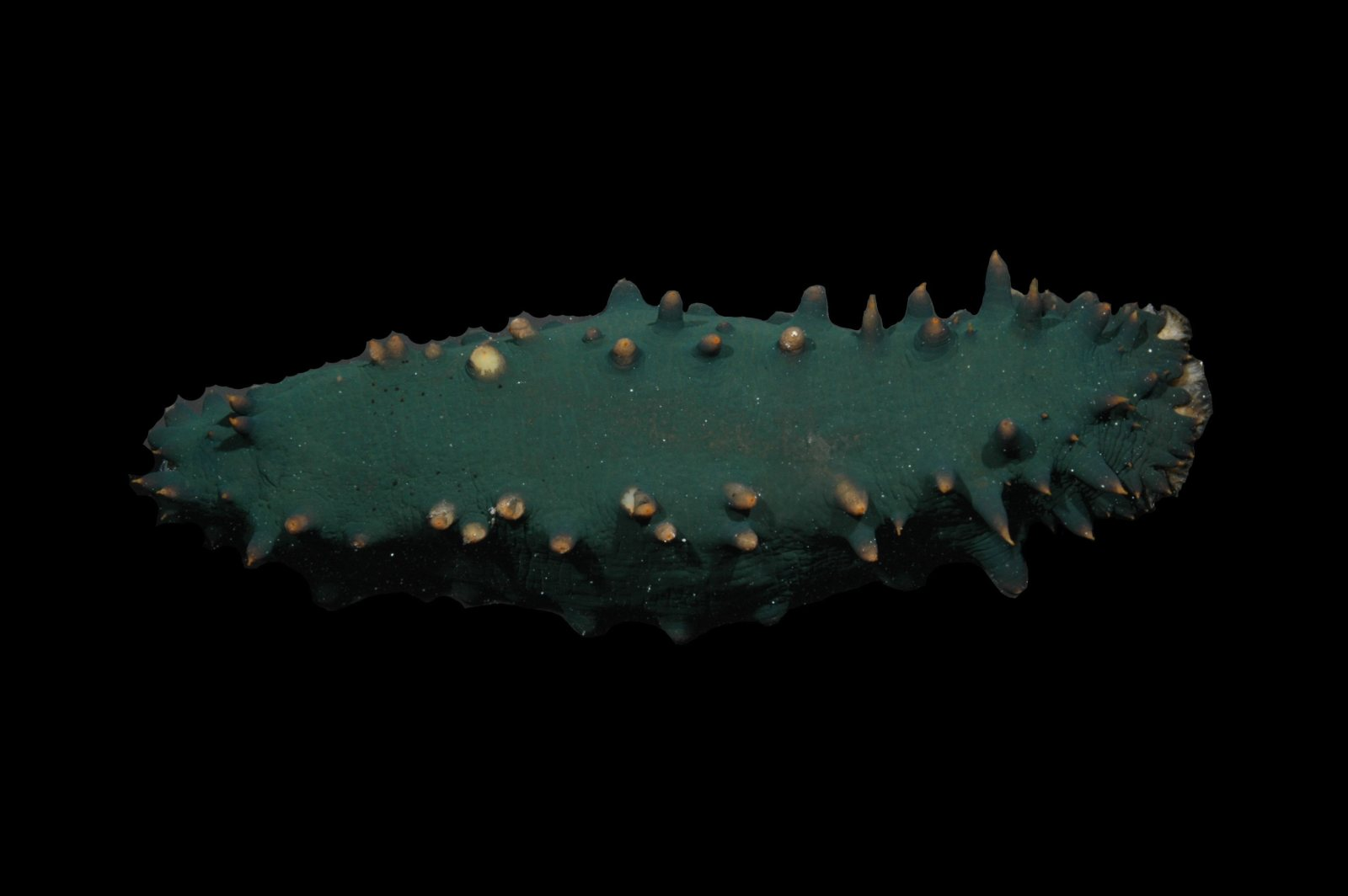
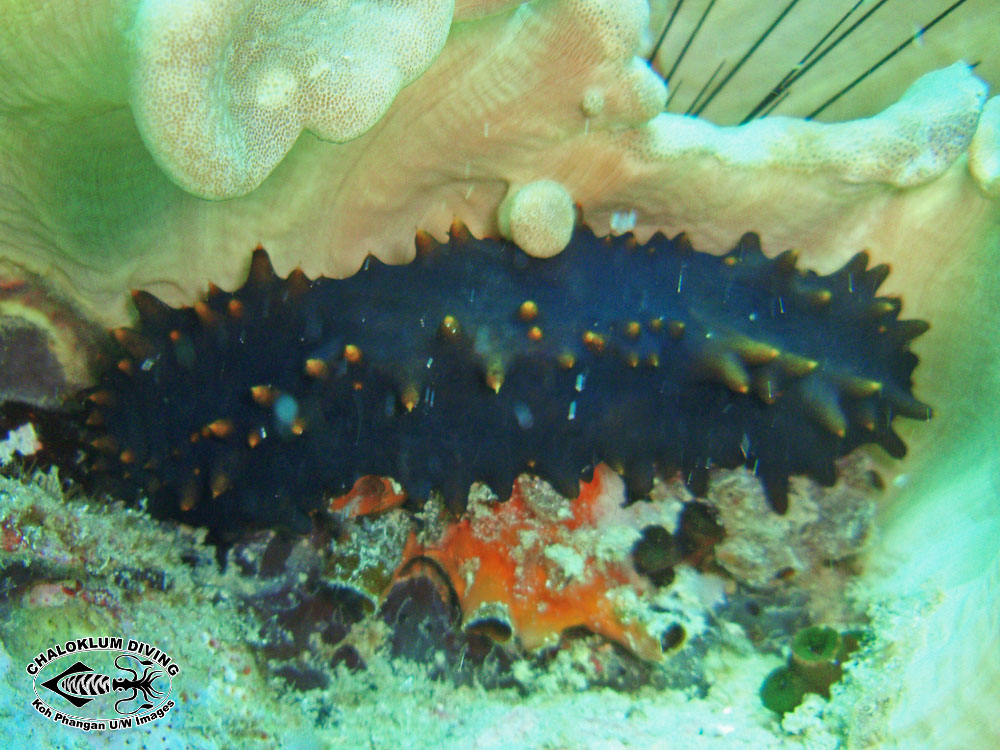